# المدرسة النمساوية
المدرسة النمساوية للاقتصاد وتعرف اختصارًا بالمدرسة النمساوية أو مدرسة فيينا، هي التوجه الفكري الاقتصادي البدعي المبني على التمسك الشديد بالفردية المنهجية -طريقة فلسفية تهدف لشرح وفهم التطورات الاجتماعية على أنها مجموعة من قرارات الأفراد في المجتمع الناجمة عن دوافعهم وأفعالهم. ترفض المدرسة النمساوية «الاعتماد الحصري على أساليب تُستخدم في العلوم الطبيعيّة لدراسة عمل الإنسان، وتقوم بدلًا من ذلك ببناء تكوينها الخارجي للاقتصاد على علاقات تتم عن طريق المنطق.» بمعنى آخر ترفض المدرسة النمساوية «الاقتصاد الكينزي»، نسبةً إلى كينز.
نشأت المدرسة النمساوية في فيينا في أواخر القرن التاسع عشر وأوائل القرن العشرين مع أعمال كارل مينغر ويوجين بوم فون بافيرك وفردريش فون فيزر وآخرين. كانت ذات منهجية معاكسة للمدرسة التاريخية البروسية (في نزاع يُعرف باسم ميثودينستريت). يتواجد الاقتصاديون الحاليون العاملون بهذا المنهج في العديد من البلدان المختلفة، ولكن لا يزال يشار إلى أعمالهم باسم الاقتصاد النمساوي. من بين مساهمات النظريات للمدرسة النمساوية في السنوات الأولى، النظرية الذاتية للقيمة والنظرية الحدية في نظرية الأسعار وصياغة مشكلة الحساب الاقتصادي، والتي أصبح كُلّ منها جزءًا مقبولًا من الاقتصاد السائد.
منذ منتصف القرن العشرين، كان علماء الاقتصاد السائد ينتقدون المدرسة النمساوية المعاصرة ويعتبرون رفضها للنمذجة الرياضية، والاقتصاد القياسي وتحليل الاقتصاد الكلي خارج الاقتصاد السائد، أو «البدعي». رغم أن المدرسة النمساوية اعتُبرت بدعية منذ أواخر ثلاثينيات القرن العشرين، إلا أنها جذبت اهتمامًا متجددًا في سبعينيات القرن العشرين بعد مشاركة فريدريش هايك بجائزة نوبل التذكارية في العلوم الاقتصادية لعام 1974.

## لمحة تاريخية

### اتيمولوجيا (علم أصول الكلمات)
تدين المدرسة النمساوية باسمها لأعضاء من المدرسة التاريخية الألمانية للاقتصاد، الذين كانوا معارضين للنمساويين خلال الـ (ميثودينستريت) («صراع المنهجية») في أواخر القرن التاسع عشر، الذي دافع النمساويون فيه عن دور النظرية في الاقتصاد على أنها مختلفة عن دراسة أو تجميع الظروف التاريخية. في عام 1883، نشر مينغر التحقيقات في أسلوب العلوم الاجتماعية مع إشارة خاصة إلى الاقتصاد، الذي هاجم أساليب المدرسة التاريخية. ردّ غوستاف فون شوملر، أحد قادة المدرسة التاريخية، بمراجعة مُخالِفة، مُخترعًا مصطلح «المدرسة النمساوية» في محاولة لتوصيف المدرسة على أنها منبوذة ومحليّة. بقيت التسمية واعتُمدت من قبل الأتباع أنفسهم.

### الموجة الأولى
نشأت المدرسة في فيينا في الإمبراطورية النمساوية. يعتبر كتاب كارل مينغر مبادئ الاقتصاد الصادر في عام 1871 بمثابة المؤسس للمدرسة النمساوية. كان الكتاب من أوائل الأطروحات الحديثة التي تدعم نظرية المنفعة الحدية. كانت المدرسة النمساوية واحدة من ثلاثة تيارات تأسيسيّة للثورة الحديّة في سبعينيات القرن التاسع عشر، حيث كان إسهامها الرئيسي هو كونها المدخل إلى النهج الذاتي في الاقتصاد. في حين كانت الحديّة ذات تأثير عام، فقد كانت هناك أيضًا مدرسة أكثر تحديدًا بدأت تتكتّل حول عمل مينغر، والتي أصبحت تُعرف باسم «المدرسة النفسية» أو «مدرسة فيينا» أو «المدرسة النمساوية».
تُبعت مساهمات مينغر في النظرية الاقتصادية عن كثب بمساهمات يوجين بوم فون بافيرك وفردريش فون فيزر. أصبح هؤلاء الاقتصاديون الثلاثة ما يعرف باسم «الموجة الأولى» للمدرسة النمساوية. كتب بوم-بافيرك انتقادات واسعة لكارل ماركس في ثمانينيات وتسعينيات القرن التاسع عشر كجزء من مشاركة النمساويين في ميثودينستريت أواخر القرن التاسع عشر، التي هاجموا فيها المذاهب الهيغليّة للمدرسة التاريخية.

### أوائل القرن العشرين
كان فرانك ألبرت فيتر (1863-1949) من رواد الفكر النمساوي في الولايات المتحدة. حصل على درجة الدكتوراه في عام 1894 من جامعة هاله، ثم أصبح أستاذًا للاقتصاد السياسي والمالية في جامعة كورنيل عام 1901. وقد درس العديد من الاقتصاديين النمساويين المهمين في جامعة فيينا في عشرينيات القرن العشرين وشاركوا لاحقًا في حلقات دراسية خاصة عقدها لودفيج فون ميزيس. ومن بين هؤلاء غوتفريد هابرلر وفريدريش هايك وفريتز ماشلوب وكارل مينغر (ابن كارل مينجر) وأوسكار مورغنستيرن وبول روزنشتاين-رودان وأبراهام والد ومايكل أ. هيلبرن وغيرهم.

### في وقت لاحق من القرن العشرين
بحلول منتصف الثلاثينيات من القرن الماضي، تبنى معظم الاقتصاديين ما اعتبروه مساهمات مهمة قدمها النمساويون الأوائل. نقل فريتز ماشلوب تصريح هايك بأن «أكبر نجاح للمدرسة هو أنها لا تبقى موجودة لأن تعاليمها الأساسية أصبحت أجزاء من المجموع العام للأفكار المقبولة عمومًا». في وقت ما خلال منتصف القرن العشرين، أصبح الاقتصاد النمساوي مهملًا أو موضع سخرية من قبل اتباع الاتجاه السائد في الاقتصاد لأنه رفض بناء النماذج والأساليب الرياضية والإحصائية في دراسة الاقتصاد. ذكر طالب ميزيس إسرائيل كيرزنر أنه في عام 1954، عندما كان كيرزنر يتابع دراسته للحصول على الدكتوراه، لم تكن هناك مدرسة نمساوية منفصلة بهذا الشكل. عندما كان كيرزنر يقرر بأي مدرسة للدراسات العليا سيلتحق، نصحه ميزيس بقبول عرض الالتحاق في جامعة جونز هوبكنز لأنها كانت جامعة مرموقة وفريتز ماشلوب يُدرّس فيها.
بعد الأربعينيات من القرن الماضي، أمكن تقسيم الاقتصاد النمساوي إلى مدرستين للفكر الاقتصادي و «انفصلت» المدرسة إلى حد ما في أواخر القرن العشرين. يرى أحد معسكرات النمساويين، الذي يُمثله ميزيس، أن المنهجية الكلاسيكية الجديدة معيبة بشكل لا يمكن إصلاحه؛ أما المعسكر الآخر، الذي يُمثله فريدريش هايك، فيقبل بجزء كبير من المنهجية النيوكلاسيكية ويقبل أكثر بالتدخل الحكومي في الاقتصاد. كتب هنري هازليت مقالات اقتصادية ومقالات افتتاحية لعدد من المنشورات وكتب العديد من الكتب حول موضوع الاقتصاد النمساوي من ثلاثينيات إلى ثمانينيات القرن العشرين. تأثر تفكير هازليت بميزيس. باع من كتابه الاقتصاد في درس واحد (1946) أكثر من مليون نسخة، وهو معروف أيضًا باسم فشل «الاقتصاد الجديد» (1959)، وهو عبارة عن نقد مفصل للنظرية العامة لجون ماينارد كينيز.
ارتقت سمعة المدرسة النمساوية في أواخر القرن العشرين، ويرجع ذلك جزئيًا إلى عمل كل من إسرائيل كيرزنر ولودفيغ لاتشمان في جامعة نيويورك وإلى تجدد الوعي العام بعمل هايك بعد فوزه بجائزة نوبل التذكارية في العلوم الاقتصادية عام 1974. كان هايك مؤثرًا في إحياء فكر عدم التدخل (الحرية الاقتصادية) في القرن العشرين.